# Miasta Kostaryki
Według danych oficjalnych pochodzących z 2011 roku Kostaryka posiadała ponad 140 miast o ludności przekraczającej 2,6 tys. mieszkańców. Stolica kraju San José jako jedyne miasto liczyło ponad milion mieszkańców; 3 miasta z 100–500 tys.; 3 miasta z ludnością 50–100 tys.; 9 miast z ludnością 25–50 tys. oraz reszta miast poniżej 25 tys. mieszkańców.
Według danych z 1990 ludność miejska stanowiła 50,3% ogół ludności Kostaryki. Wokół San José znajduje się kilkanaście średniej wielkości miast, które tworzą aglomerację stołeczną. Prowincję San José zamieszkuje 1345,8 tys. osób, czyli ponad 1/3 ludności Kostaryki.

## Największe miasta w Kostaryce
Największe miasta w Kostaryce według liczebności mieszkańców (stan na 30.05.2011):
| Lp. | Miasto                   | Prowincja  | Liczba ludności |
| --- | ------------------------ | ---------- | --------------- |
| 1.  | San José                 | San José   | 1 188 019       |
| 2.  | Heredia                  | Heredia    | 279 984         |
| 3.  | Cartago                  | Cartago    | 177 130         |
| 4.  | Alajuela                 | Alajuela   | 162 888         |
| 5.  | Puntarenas               | Puntarenas | 70 602          |
| 6.  | San Isidro de El General | San José   | 62 513          |
| 7.  | Limón (Puerto Limón)     | Limón      | 60 049          |
| 8.  | Liberia                  | Guanacaste | 48 597          |
| 9.  | San Rafael (de Alajuela) | Alajuela   | 45 170          |
| 10. | Paraíso                  | Cartago    | 35 235          |

## Alfabetyczna lista miast w Kostaryce
Poniższa tabela przedstawia miasta powyżej 2,6 tys. mieszkańców według danych szacunkowych z 2011 (czcionką pogrubioną wydzielono miasta powyżej 1 mln):
- Aguacaliente (San Francisco)
- Aguas Zarcas
- Alajuela
- Alajuelita
- Ángeles
- Aserrí
- Atenas
- Bagaces
- Barranca
- Batán
- Belén
- Buenos Aires de Puntarenas
- Cachí
- Calle Blancos
- Cañas
- Canoas
- Cariari
- Carmen
- Carrandi
- Carrillos
- Carrizal
- Cartagena
- Cartago
- Cervantes
- Chacarita
- Cinco Esquinas
- Colón
- Concepción
- Cot
- Curridabat
- Desamparados
- El Cairo
- Esparza
- Filadelfia de Guanacaste
- Florencia
- Garita
- Golfito
- Gravilias
- Grecia
- Guácimo
- Guadalupe
- Guápiles
- Heredia
- Jacó
- Jiménez
- Ipís
- Juan Viñas
- La Cruz
- La Fortuna
- Las Juntas
- La Suiza
- Lepanto
- Liberia
- Limón (Puerto Limón)
- Los Ángeles de San Rafael
- Los Chiles
- Mata de Plátano
- Matina
- Mercedes
- Miramar
- Naranjo de Alajuela
- Neily
- Nicoya
- Orosi
- Orotina
- Pacayas
- Pacuarito
- Palmar (Palmar Norte & Palmar Sur)
- Palmares de Alajuela
- Palmira (de Carrillo)
- Pará
- Paraíso
- Parrita
- Patalillo
- Patarrá
- Pavones
- Pital
- Pocora
- Puente de Piedra
- Puerto Cortés
- Puerto Jiménez
- Quepos
- Puerto Viejo de Sarapiquí
- Puntarenas
- Purabá
- Purral
- Quepos
- Quesada (de San Carlos)
- Río Blanco
- Río Claro
- Río Jiménez
- Rita
- Roxana
- San Antonio
- San Diego
- San Felipe
- San Francisco de San Isidro
- San Isidro de Heredia
- San Isidro de El General
- San Isidro de Grecia
- San Jerónimo de Moravia
- San José (de Grecia)
- San José
- San José de Alajuela
- San José de la Montaña
- San Juan (de Tibás)
- San Juan de Dios
- San Marcos de Tarrazú
- San Miguel de Santo Domingo
- San Nicolás
- San Pablo
- San Pablo de León Cortés
- San Pedro de Poás
- San Pedro
- San Rafael
- San Rafael
- San Rafael Abajo
- San Rafael de Guatuso
- San Ramón de los Palmares
- San Roque
- San Vicente
- Santa Ana
- Santa Bárbara
- Santa Cruz de Guanacaste
- Santa Rosa de Pocosol
- Santiago de Puriscal
- San Vito
- Sarchí
- Sardinal
- Siquirres
- Sixaola
- Tacares
- Tamarindo
- Tárcoles
- Tejar
- Tempate
- Tierra Blanca
- Tilarán
- Tirrases
- Tobosi
- Tucurrique
- Tures
- Turrialba
- Turrúcares
- Ulloa
- Upala
- Vuelta de Jorco
- Zarcero